# Kamyk (województwo śląskie)
Kamyk – wieś w Polsce położona w województwie śląskim, w powiecie kłobuckim, w gminie Kłobuck.
Do 1954 roku oraz w latach 1973–1976 miejscowość była siedzibą gminy Kamyk. W latach 1954–1972 wieś należała i była siedzibą władz gromady Kamyk. W latach 1975–1998 miejscowość administracyjnie należała do województwa częstochowskiego.
Wieś leży nad rzeką Czarną Okszą, nazywaną niekiedy Kocinką.
Przez Kamyk przebiega droga wojewódzka nr 491.

## Legenda

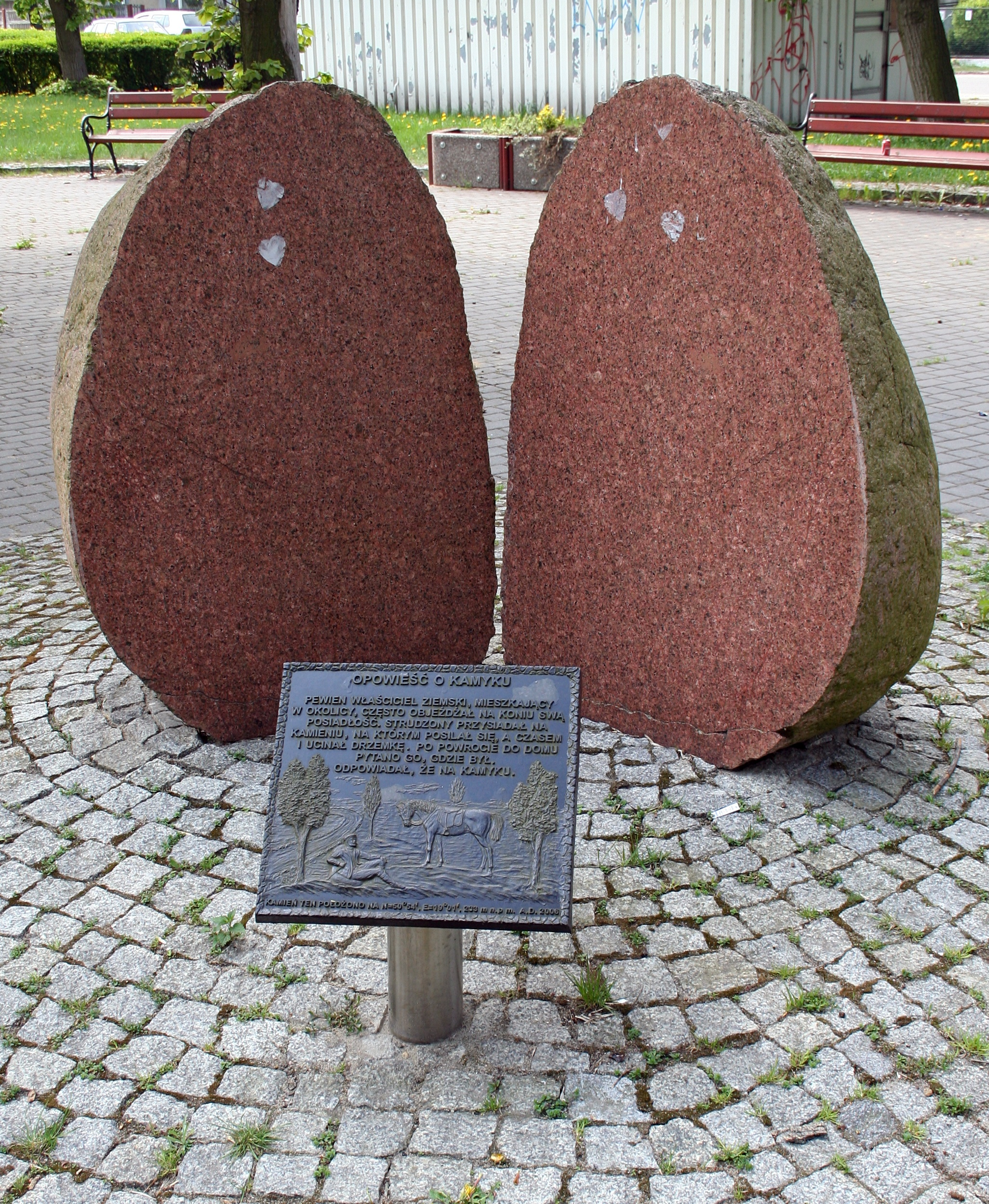
Symboliczny kamień z treścią legendy w centrum miejscowości

Właściciel ziemski, mieszkający w okolicy, często objeżdżał na koniu swą posiadłość. Strudzony przysiadał na kamieniu, na którym posilał się, a czasem i ucinał drzemkę. Po powrocie do domu pytano go, gdzie był. Odpowiadał, że na kamyku.
Treść legendy jest umieszczona na symbolicznym kamieniu w centrum Kamyka w 2006.

## Historia
W 1870 r. wieś Kamyk położona na drodze Częstochowa – Miedźno, liczyła 1249 mieszkańców, zamieszkujących 71 domów. Powierzchnia wsi wynosiła 481 mórg (w tym 455 ziemi ornej). Znajdowała się tam szkoła i gorzelnia. Kamyk w tamtych latach był samodzielną gminą, do której 30 września 1870 roku został przyłączony Kłobuck, za decyzją gubernatora piotrkowskiego. Wójtem gminy był Ludwik Nejman.

## Dworek w Kamyku

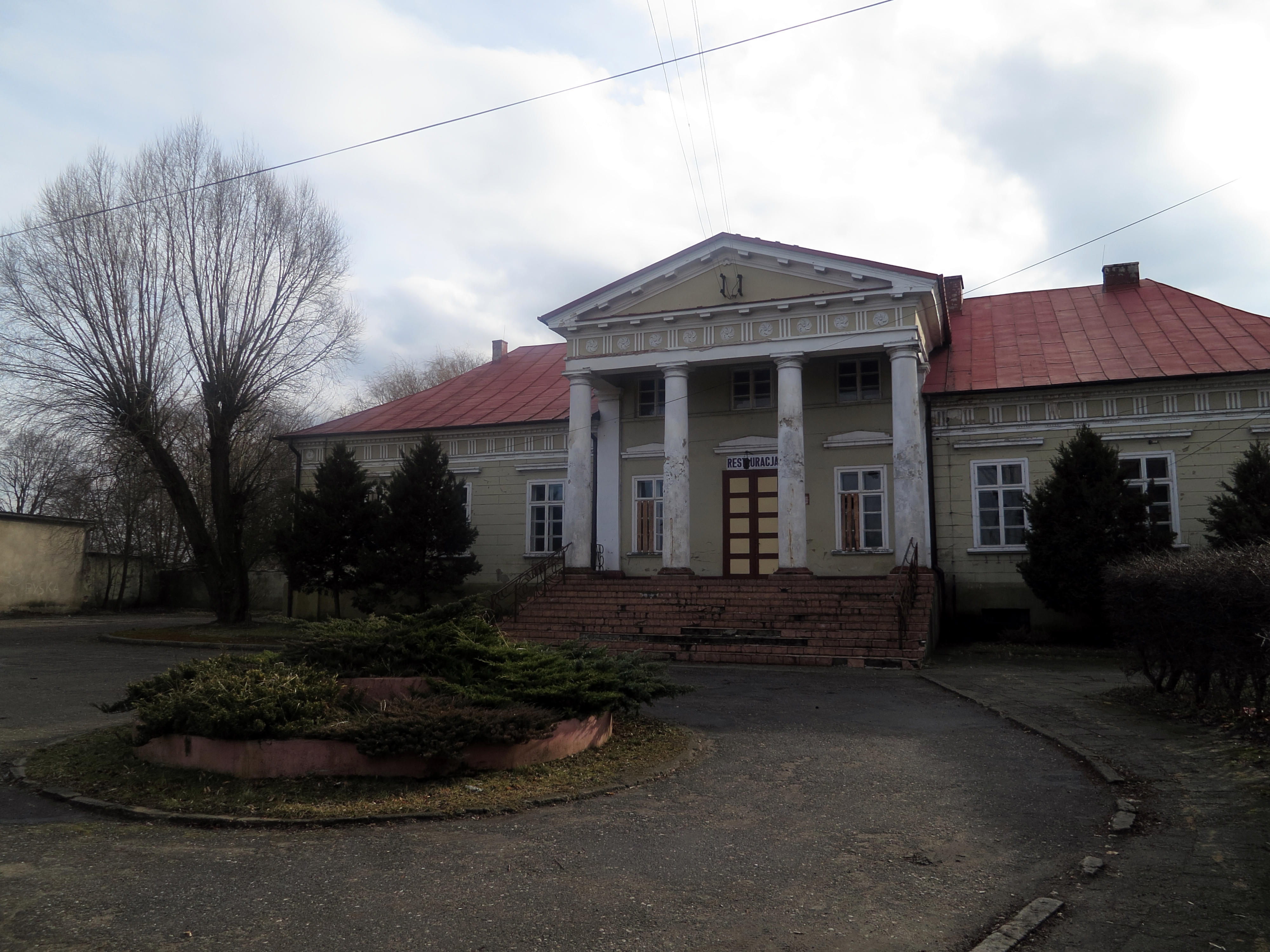
Dworek w Kamyku

Murowany dworek w Kamyku reprezentuje klasyczną architekturę dworu polskiego, został zbudowany w 1840 roku przez rodzinę Kołaczkowskich. Wraz ze szczątkowo zachowanymi dziewiętnastowiecznymi zabudowaniami gospodarczymi zbudowany jest na miejscu dawnego parku. Dwór, zwany również pałacem, jest parterową budowlą na planie prostokąta. Jest on przykładem ostatnich, najbardziej typowych dworów pochodzących z epoki romantyzmu i oświecenia.

## Sport
We wsi działa klub piłkarski Pogoń Kamyk. Klub powstał w 1950 roku. Obecnie występuje w rozgrywkach częstochowskiej ligi okręgowej. Drużyna Pogoni rozgrywa swoje mecze na stadionie przy ulicy Szkolnej 5. Znajduje się tam również klub łuczniczy: LUKS "Żak" Kamyk.

## Gospodarka
W Kamyku działa kilka przedsiębiorstw zajmujących się produkcją spożywczą: Delic-Pol (produkcja cukiernicza, istnieje od 1992), Consonni. Działa również kilka firm produkujących wózki oraz asortyment dziecięcy m.in. firmy Adbor oraz Sojan. W Kamyku funkcjonuje również restauracja/hotel Casablanca.

## Urodzeni w Kamyku
- Stefan Soboniewski
- Józef Kamala-Kurhański
- Stanisław Urbański